# Новоселянські поети
Новоселянські поети (рос. новокрестьянские поэты) — умовна назва групи російських поетів срібної доби, представників якої об’єднували спільні естетичні погляди, християнські, почасти старообрядницькі переконання, що межували з язичництвом, їхнім творам притаманні мотиви земного раю та богообраності міфізованого селянина, який набував месіанських рис.
До новоселянських поетів належали: Сергій Єсенін, Микола Клюєв, Сергій Кличков, Олександр Ширяєвець, Петро Орєшин, Павло Радимов, Пимен Карпов. 
Термін «новоселянські поети» запровадив російський літературний критик Василь Львов-Рогачевський («Поезія нової Росії. Поети полів та міських околиць», 1919 р.).